# Aller Media
 Der er for få eller ingen kildehenvisninger i denne artikel, hvilket er et problem. Du kan hjælpe ved at angive troværdige kilder til de påstande, som fremføres i artiklen.

Aller Media A/S, tidligere navn Aller Press A/S, er Nordens største udgiver af uge- og månedsblade. Det er et datterselskab af Aller A/S (før Aller Holding A/S og tidl. Carl Allers Etablissement A/S). Koncernen har både aktiviteter i Danmark, Norge, Sverige og Finland.

## Historie
Aller-koncernen er grundlagt under navnet Carl Allers Etablissement i København i 1873 af Carl og Laura Aller. Carl stod mest for den tryktekniske side, mens Laura stod for det redaktionelle. Firmaet har siden starten af 1900-tallet haft hovedkontor i Valby. Den ældste udgivelse er Nordisk Mønstertidende – det vi i dag kender som Femina. Tre år senere kom det første nummer af Familie Journal på gaden. Aller koncernen består på det danske marked af: Aller Media med en bladportefølje på 17 danske udgivelser, Aller International med en række mindre magasiner og Aller Business som udgiver B2B publikationer på print og internet. Det samlede ugebladsoplag har passeret 1 mio. i Danmark og 3 mio i Norden. Dertil kommer magasiner og øvrige aktiviteter.
Det svenske selskab, Allers Förlag AB, blev grundlagt allerede i 1894 og Norsk Aller A/S blev stiftet kort efter i 1897. Knapt 100 år senere – i 1992 – indtog koncernen det finske marked med en finsk version af Se og Hør i selskabet Aller Julkaisut OY.
Markedsandelen i Danmark andrager ca. 73% på ugeblade og 19% på magasiner, mens man i Sverige sidder på hele 83% med titler som Allers, Hemmets Veckotidning, Allas Veckotidning og SE & HÖR. I Norge udgiver Aller bl.a. SE og HØR, Allers og KK, og sidder på 51% af markedet. Siden starten i Finland med bl.a. ugebladet 7 päivää har man opnået en andel på 36% af ugebladsmarkedet. Aller koncernen har i de senere år markeret sig på de nye media bl.a. ved opkøb af Spray i Sverige, halvdelen af webportalen SOL i Norge og EDB-priser, Where2Go og Chili Group i Danmark.
Aller-koncernen har en årlig omsætning på knap 4 mia. kr. (2005/06), og har lidt over 2000 ansatte. Konceren ledes i dag af Carl Erik Aller (4.generation), Erik Aller, Bettina Aller og Katinka Aller (alle 5. generation). Bettina Aller har blandt andet har gjort sig bemærket med sine ekspeditioner til Nordpolen samt deltagelse i diverse tv-shows.
I august 2009 skiftede Aller Press navn til Aller Media A/S.
I 2018 lancerede Aller Media A/S online casino platformen Hyggespil.dk, der dog siden er blevet lukket ned. Platformen var udviklet i samarbejde med spilleleverandøren Aspire.
Pr. marts 2020 tiltrådte Charlotte Riparbelli som adm. direktør for Aller Media A/S.
I april 2020 var Kirsten Beyer fællestillidsrepræsentant i Aller Media.

## Udgivelser i Danmark
Oplagstallene er ifølge Dansk Oplagskontrol
| Medie                       | 1. halvår 2009 | 1. halvår 2010 | 1. halvår 2011 | 1. halvår 2012 | 1. halvår 2013 | 1. halvår 2014 | 2. halvår 2014 |
| --------------------------- | -------------- | -------------- | -------------- | -------------- | -------------- | -------------- | -------------- |
| 7 TV DAGE                   | 34.154         | 34.567         | 36.476         | 39.467         | 41.773         | 42.693         | 42.354         |
| Antik & Auktion             | 17.629         | 16.108         | 15.751         | 15.324         | 15.060         | 14.837         | 14.695         |
| Billed-Bladet               | 192.750        | 185.757        | 172.052        | 160.836        | 150.236        | 133.334        | 128.050        |
| ELLE                        | 28.941         | 29.209         | 29.271         | 28.910         | 29.137         | 27.468         | 28.346         |
| Familie Journal             | 185.052        | 182.520        | 171.901        | 162.933        | 160.398        | 151.886        | 149.569        |
| Femina                      | 60.509         | 62.623         | 54.455         | 51.972         | 49.536         | 43.955         | 42.526         |
| ISABELLAS                   | 42.620         | 44.098         | 34.743         | 36.086         | 34.225         | 34.607         | 35.228         |
| KIG IND                     | 60.412         | 52.549         | 43.150         | 36.788         | 26.858         | 22.599         |                |
| Mad & Bolig                 | 41.120         | 37.062         | 34.149         | 27.337         | 27.619         | 28.293         | 29.469         |
| Modemagasinet IN            | 38.558         | 32.614         | 31.406         | 31.735         | 28.892         | 28.639         | 29.168         |
| Psykologi                   | 16.264         | 16.933         | 14.592         | 17.100         | 13.865         | 12.111         | 11.845         |
| Q                           | 33.621         | 30.239         | 26.180         | 26.473         | 19.700         | 18.192         | 15.146         |
| Se og Hør                   | 169.152        | 158.875        | 148.406        | 133.325        | 116.977        | 98.852         | 86.668         |
| Spis Bedre (tidligere Mad!) | 17.416         | 18.134         | 14.384         | 13.842         | 12.956         | 11.440         | 10.953         |
| Ude og Hjemme               | 158.252        | 142.862        | 132.328        | 125.496        | 115.459        | 103.924        | 98.080         |
| Ugebladet Søndag            | 82.511         | 80.852         | 78.147         | 73.167         | 68.167         | 63.452         | 61.968         |
| Vi Unge                     | 42.859         | 40.100         | 36.180         | 34.991         | 30.136         | 24.517         | 25.193         |

### Tidligere udgivelser
- Chili (april 1986 – februar 2012)
- Living Design+ (- februar 2009)
- Magasinet CV (januar 2008 – februar 2009)
- Mand (november 2007 – )
- Player (- december 2008)
- En skør skør verden